# Терамо Барона (парк)

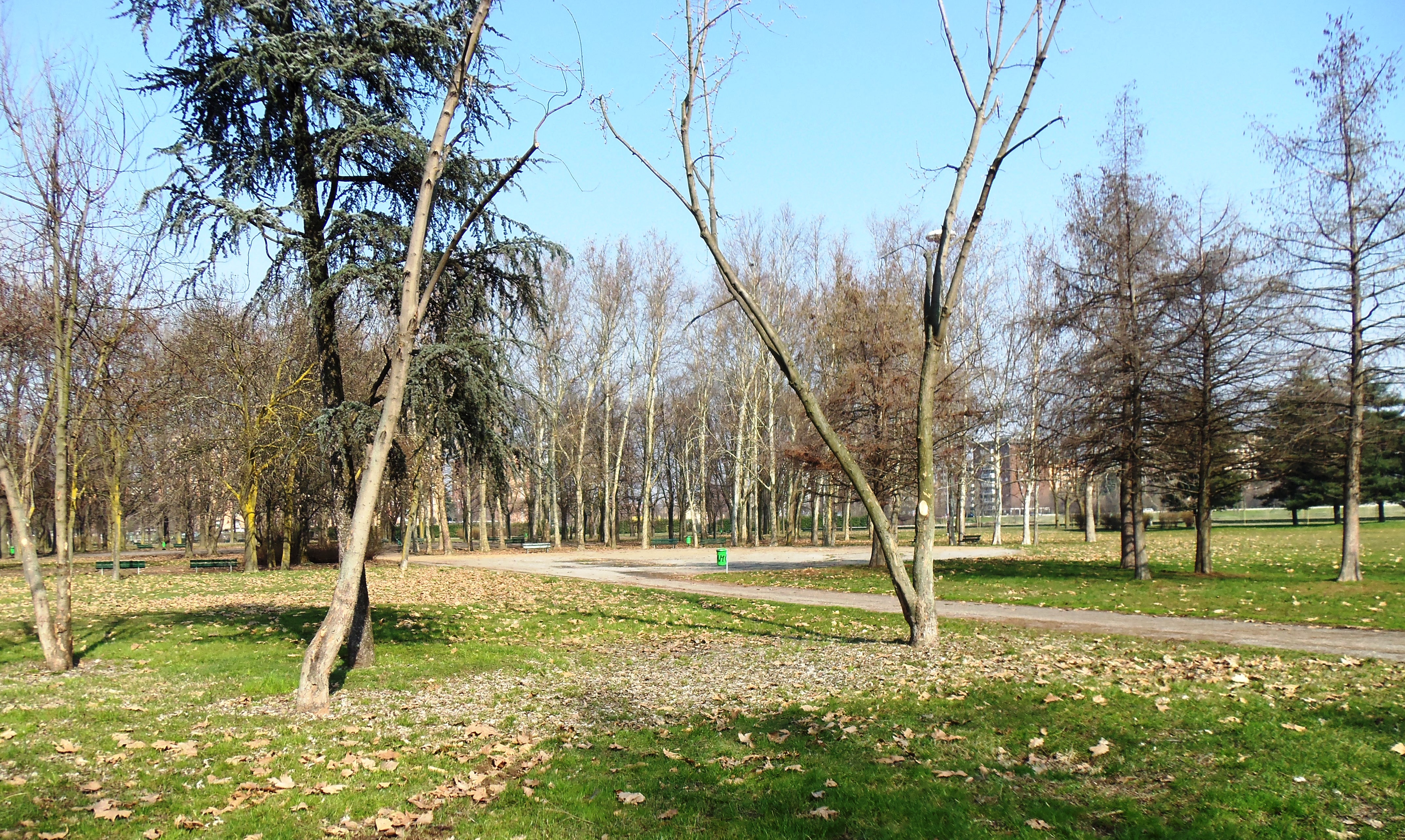
Парк Терамо Барона

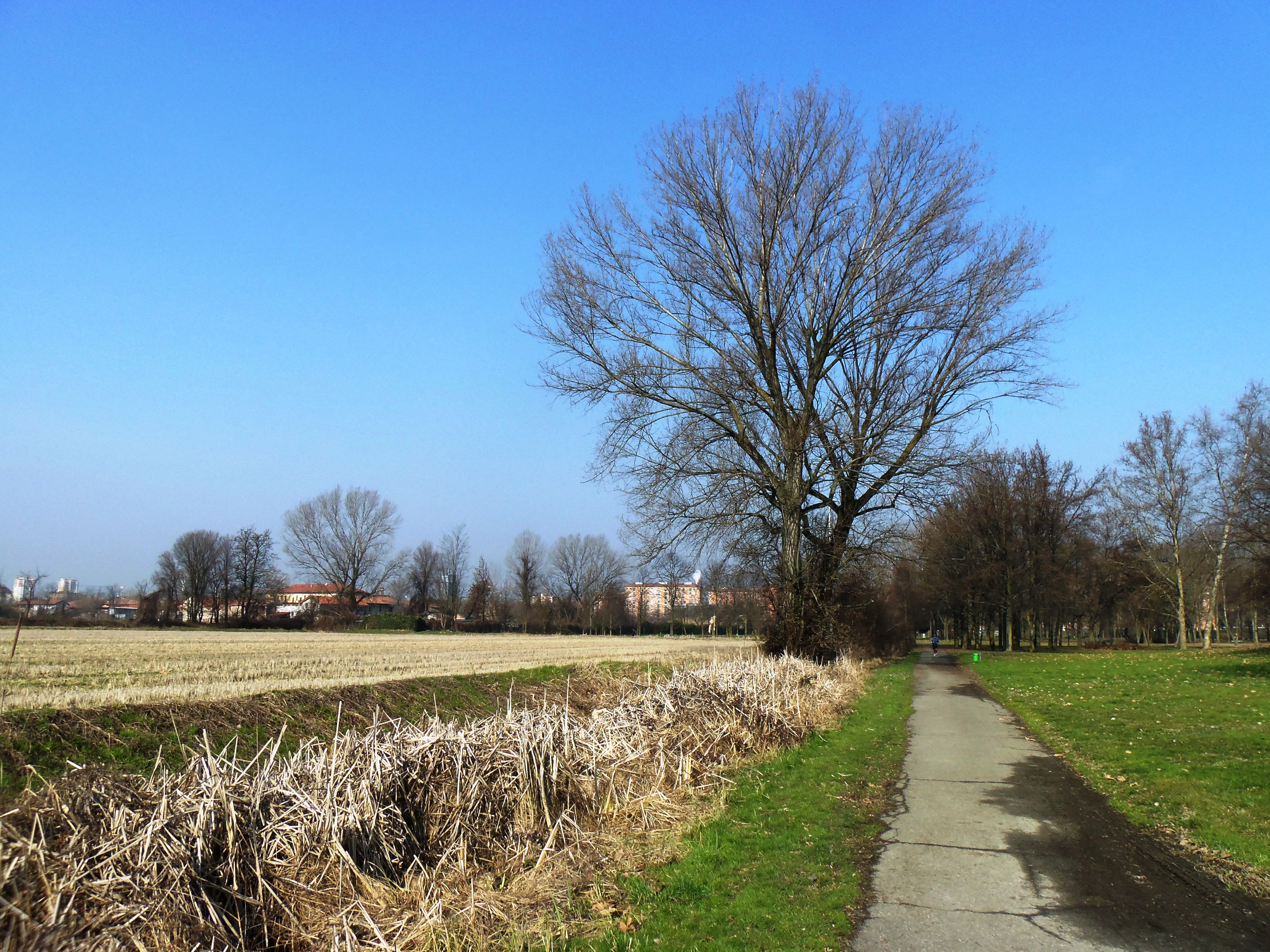
Парк Терамо Барона

Парк Терамо є важливим місцем зустрічі та прогулянок, знаходиться в околиці Барона в Мілані, Італія.
Був створений в сімдесяті роки 20 ст. одночасно з урбанізацією цієї околиці. Парк отримав свою назву від сусідньої вул. Терамо.
У цій околиці є багато кашін, у тому числі Battivacco, Boffaloretta і Boffalora. Парк межує з Агропарком на півдні Мілана (Parco Agricolo Sud Milano), а на заході — з групою міських садів і Ronchetto sul Naviglio. Глинистий ґрунт та близькість каналу Naviglio Grande створили умови для утворення тут широких і родючих лук.

## Флора та зони відпочинку
Ведеться (2011) розширення парку в напрямку на північ до вул. Паренцо. Його площа більш ніж подвоїться — зросте до 206 956 м². На заході парк межує з вул. Чезаре Кйоді, на півночі — з вул. Фаенца і на сході — з вул. Давіде Кампарі. Парк не планується обгороджувати.
Характерні породи дерев у парку: клен, береза, граб, ясен, в'яз, чорна тополя, платан, робінія, липа, дуб червоний.
Є чотири ігрові майданчики для різних вікових категорій дітей, зона для пікніка і дві обгороджені зони для вигулювання собак. Для занять спортом тут існують поля для футболу і міні-футболу, тенісний корт, майданчики для баскетболу та волейболу, для гри в бочче, для скейтингу та скейтбордингу.
Сполучення з Південним парком Мілана дає можливість для довгих велосипедних прогулянок.